# Hamilton Sundstrand
A Hamilton Sundstrand foi uma corporação americana atuando a nível mundial que produzia e efetuava a manutenção de produtos industriais e aeroespaciais para o mercado global. Uma subsidiária da United Technologies Corporation, tinha sua sede em Windsor Locks, Connecticut. A compania foi constituída a partir da fusão da Hamilton Standard com a Sundstrand Corporation em 1999. Em 2012, a Hamilton Sundstrand foi fundida com a Goodrich Corporation para formar a UTC Aerospace Systems. Em 2018, a UTC Aerospace Systems e a Rockwell Collins se juntaram para formar a Collins Aerospace.